# Cryptophis nigrescens
Cryptophis nigrescens är en ormart som beskrevs av Günther 1862. Cryptophis nigrescens ingår i släktet Cryptophis och familjen giftsnokar och underfamiljen havsormar. Inga underarter finns listade i Catalogue of Life.
Denna orm förekommer i östra Australien i delstaterna New South Wales, Queensland och Victoria. Habitatet varierar mellan regnskogar och ganska torra hedmarker. Individerna gömmer sig ofta i bergssprickor, i lövskiktet eller under föremål. Ibland hittas flera exemplar tillsammans. Arten har små ödlor som föda. Äggen kläcks inuti honans kropp.
För beståndet är inga hot kända. Hela populationen anses vara stabil. IUCN listar arten som livskraftig (LC).